# Jurij Jurčič
Jurij Jurčič, slovenski slikar, * 18. april 1827, Škofja Loka, † ~ 1895, Carigrad, Turčija.

## Življenje in delo
Rojen je bil v Škofji Loki, očetu sodarju in posestniku na Sponjem trgu, kasneje naj bi njegov oče postal sodni sluga. Jurij je zelo kmalu odšel z doma  in se posvetil slikarstvu. Leta 1864 se je, malo pred očetovo smrtjo, vrnil v Škofjo Loko. Ker je plačeval s turškimi zlati so ljudje govorili, da živi v Carigradu. Kmalu potem je spet izginil. Slikar in podobar Štefan Šubic je dobil od njega 2 dokončana in 2 nedokončana portreta, ki so izmed njegovih del edini znani, a pričajo, da je bil dober portretist. Domnevno naj bi umrl v Carigradu.